# 圖爾坎
圖爾坎（西班牙語：Tulcán）是厄瓜多爾的城鎮，也是卡爾奇省的首府，位於該國北部，距離首都基多240公里，毗鄰與哥倫比亞接壤的邊境，面積344平方公里，海拔高度2,980米，2007年人口86,765。

## 外部連結
- The Best of Ecuador - Tulcán
- Ministry of Tourism, Ecuador - Carchi province (English)